# Kecskeméti Vég Mihály
Kecskeméti Vég Mihály (? – 1567 után) protestáns énekszerző.

## Élete
Életéről biztos adatok nincsenek. 54. (a Vulgata szerint 55.) zsoltára kiemelkedik a kor zsoltárfordításai közül, erőteljes képekben, költői szemléletességgel adja vissza az eredeti szöveg szavait. Ez a zsoltár 1561-1567 körül készült.
Kodály Zoltán az ő énekének felhasználásával komponálta a Psalmus Hungaricust 1923-ban.

## Művei
- Boroszlói kézirat
- Palatics-kódex